# La Caverne maudite
La Caverne maudite byl francouzský němý film z roku 1898. Režisérem byl Georges Méliès (1861–1938). Film je považován za ztracený. Z tohoto důvodu není zápletka filmu známa. Film pravděpodobně zachycoval mladou ženu, jak v jeskyni narazila na duchy a kostry lidí, kteří tam ze záhadných okolností zahynuli.
Jedná se o jeden z prvních hororových filmů v dějinách kinematografie. Jako první Mélièsův hororový film je považován snímek Le Manoir du diable z roku 1896. Film je také považován za první Mélièsův film, ve kterém Méliès použil kinematografickou techniku vícenásobné expozice.